# General José de San Martín (departamento)
Departamento General José de San Martín é um departamento da província de Salta, na Argentina. Sua capital é a cidade de Tartagal. O departamento tem um superfícies de 16.257 km² e possuia 139.204 habitantes em 2001.